# Горацій Лемб
Гора́цій Лемб (англ. Horace Lamb; 27 листопада 1849, Стокпорт, Чешир, тепер — у графстві Великий Манчестер, Сполучене Королівство — 4 грудня 1934, Кембридж, Велика Британія) — англійський математик і гідродинамік, автор низки важливих праць з гідроаеромеханіки, зокрема, монографій «Гідродинаміка» («Hydrodynamics», 1895) та «Динамічна теорія звуку» («Dynamical Theory of Sound», 1910). Термін «завихреність» був запроваджений Лембом у 1916.
Відомий як учений, що дав математичний опис хвиль, які поширюються у тонкому шарі твердого тіла. Ці хвилі тепер називають «хвилями Лемба».

## Біографія

### Молоді роки та освіта
Горацій Лемб народився 21 листопада 1849 року в Стокпорті у сім'ї Джона Лемба та його дружини Елізабет (уроджена Рангелей). Батько працював майстром на бавовняно-прядильному виробництві та був винахідником автором удосконалень конструкції прядильних машин і помер, коли Горацій був ще дитиною. Його матір знову вийшла заміж, після чого Горацій проживав у домі суворої тітки його матері пані Голланд.
Він навчався у гімназії Стокпорта, де познайомився з мудрим і люб'язним директором Чарлзом Гамільтоном, та випускником класичної гімназії Фредеріком Сланей Пулом, з яким подружився в останній рік навчання. Саме завдяки цим двом наставникам Лемб відчув смак до математики і, певною мірою, до класичної літератури.
У 1867 році він отримав класичну стипендію на навчання у Квінз-коледжі (Кембридж). Але після того, як Лемб вирішив продовжити будувати кар'єру в інженерній справі, він відмовився від пропозиції, і замість цього працював протягом року у Коледжі Овенса з метою подальшого поглиблення своєї математичної підготовки.
У той час кафедру класичної математики у Коледжі Овенса очолювавТомас Баркер, видатний шотландський математик, який закінчив Кембридж у 1862 за результатом трайпосу з математики з титулом «Senior Wrangler». Як талановитий лектор, Лемб під керівництвом Баркера досяг успіху і був удостоєний стипендії у Триніті-коледжі Кембриджу.

### Університет Кембриджу (1872—1875)
Успішно закінчив Кембриджський університет у 1872 році з титулом «Second Wrangler» та був лауреатом премії  Сміта. Серед його викладачів того часу були Джордж Габрієль Стокс і Джеймс Клерк Максвелл. Незабаром він був обраний одночасно членом і викладачем коледжу.
До 1874 року Ламб займався у коледжі розробкою інноваційного та оригінального циклу лекцій з гідродинаміки для студентів третього курсу. Англійський фізик-експериментатор Річард Глейзбрук, тоді студент останнього року навчання, писав про те, що лекції Лемба були «одкровенням», і високо оцінив його чітке уявлення про властивості рідин при обертальному русі.

### Університет Аделаїди (1875—1885)
З 1875 до 1885 року завідував кафедрою математики і фізики в Університеті Аделаїди (Австралія). Він був першим завідувачем, і під його керівництвом кафедра стала широко відомою. Наступним її керівником став Вільям Брегг.
У 1885 році Лемб повернувся до Великої Британії, де до 1920 року керував кафедрою в університеті Манчестера.

### Наукові здобутки та відзнаки
Його наукові дослідження стосуються математичної теорії руху рідини, теорії пружності, а також теорії звуку. Займався теорією гравітації, вивчав поширення хвиль на поверхні пружного середовища. Розвивав теорію припливів, теорію хвильового руху, теорію руху перфорованих твердих тіл в ідеальній рідині, теорію коливань. Дослідив коливання розтягу циліндричних і сферичних оболонок. Вивчив граничні умови по краях прямокутних пластинок. У галузі двовимірних задач теорії пружності розглядав роботу нескінченної прямокутної смуги, навантаженої через рівні інтервали однаковими зосередженими силами поперемінного напряму
Член Лондонського королівського товариства (1884), яке у 1902 році нагородило науковця Королівською медаллю. Його найвищою науковою нагородою була медаль Коплі (1924). Він обіймав посаду президента Лондонського математичного товариства з 1902 до 1904, був президентом Манчестерського літературно-філософського товариства і президентом Британської асоціації у 1925. У 1931 році він отримав лицарство.
Сер Горацій Лемб помер 4 грудня 1934 року в Кембриджі.

## Вшанування пам'яті
У 1970 році Міжнародний астрономічний союз присвоїв ім'я Горація Лемба кратеру на зворотному боці Місяця.
На його честь названо приміщення в Алан Тьюрінг Білдінг (Університет Манчестера), а в 2013 році його іменем було названо кафедру. Одна з будівель в Університеті Аделаїди також носить його ім'я.